# 이사브리아 왕조 치하의 동로마 제국
이사브리아 왕조 치하의 동로마 제국은 레온 3세가 황제로 즉위한 717년부터 여제 이리니가 퇴위한 802년까지에 시기를 말한다. 
이시기에 동로마 제국은 초기 무슬림 정복 이후 칼리프국에 대항하여 제국을 방어하며 공고히 하는데는 성공하였으나, 불가르인에 대항하여 큰 어려움을 겪었고, 라벤나 총독부를 포기해야 했으며, 이탈리아에 대한 교황의 영향력도 커져갔다. 
이사브리아 왕조는 과도한 성상 숭배로부터 전통적인 기독교 신앙을 돌이킴으로써, 신의 은총을 회복하려는 시도인 동로마 제국의 성상 파괴 운동와 주요하게 연관되어 있으며, 이는 동로마 제국 내부 사회의 혼란을 야기했다.
802년 이사브리아 왕조가 끝날 무렵, 동로마 제국인들은  아랍인들과 불가르인들과 계속 고전분투하고 있었고, 교황 레오 3세가 샤를마뉴를 로마 황제로 즉위시키면서 상황은 더욱 복잡해졌다.

## 로마 제국 황제
- 레오 3세 (Λέων Γ' ο Ίσαυρος, 717 - 741)

- 콘스탄티누스 5세 (Κωνσταντίνος Ε' ο Κοπρώνυμος ή Καβαλίνος, 741)

- 아르타바스두스 (Αρτάβασδος ο Εικονόφιλος, 741 - 743)

- 콘스탄티누스 5세 (Κωνσταντίνος Ε' ο Κοπρώνυμος ή Καβαλίνος, 743 - 775)

- 레온 4세 (Λέων Δ' o Χαζάρος,  775 - 780)

- 콘스탄티노스 6세 (Κωνσταντίνος ΣΤ', 780 - 797)

- 이리니 (Ειρήνη η Αθηναία, 797 - 802)

## 기타
| 전임 20년의 무정부기 (695 - 717) | 로마 제국의 왕조 717년 - 802년 | 후임 니케포로스 왕조 (802 - 813) |